# Giochi olimpici estivi
I Giochi olimpici estivi sono una manifestazione sportiva multidisciplinare, internazionale, prevista negli anni multipli di 4, organizzata dal Comitato Olimpico Internazionale. Le Olimpiadi sono l’evento sportivo più prestigioso al mondo, e presentano una varietà di sport superiore a quella di qualunque altra manifestazione simile.
La vittoria olimpica viene generalmente considerata come il risultato più prestigioso conseguibile in qualsiasi sport, ad eccezione del calcio e di pochi altri sport prevalentemente di squadra, per i quali vengono disputati anche campionati mondiali che riscuotono grande successo e la cui conquista del titolo mondiale risulta essere ben più importante della medaglia d'oro olimpica. Generalmente i partecipanti rappresentano la loro nazione di origine, in ogni caso quella di cui possiedono la cittadinanza.
I vincitori vengono premiati con una medaglia d'oro, ai secondi ne va una d'argento e ai terzi una di bronzo. Questa tradizione ebbe inizio nel 1908. Dal 1924 i tornei olimpici degli sport del ghiaccio e della neve si disputano in occasione dei Giochi olimpici invernali.

## Storia

### I primi anni
I Giochi olimpici moderni vengono istituiti nel 1894 dal barone Pierre de Coubertin che si adopera per promuovere la comprensione tra le nazioni attraverso la competizione sportiva.
I Giochi della I Olimpiade, tenuti ad Atene, furono dichiarati aperti il 6 aprile dal re di Grecia Giorgio nel 1896; attrassero solo 285 partecipanti, dei quali oltre 200 erano greci, in rappresentanza di 14 nazioni. L'unico italiano che tentò di parteciparvi fu il maratoneta Carlo Airoldi che, partito a piedi da Milano il 28 febbraio, era arrivato ad Atene il 31 marzo ma non venne iscritto in quanto presunto professionista.
Quattro anni dopo, le seconde olimpiadi moderne furono disputate a Parigi 1900. Si chiamano per la verità Concorso internazionale di esercizi fisici, cominciarono il 14 maggio e si conclusero il 28 ottobre. I giochi di Parigi attrassero 1.066 atleti, di 21 nazioni, tra cui 11 donne, cui venne permesso di partecipare per la prima volta, nel croquet e nel tennis. Gli italiani sono 11. La confusione e la disorganizzazione dominano gli eventi sportivi.
Anche se il numero di partecipanti diminuì nei Giochi del 1904 a Saint Louis (Stati Uniti), in parte a causa del lungo viaggio transatlantico per nave richiesto agli atleti europei e dell'integrazione con l'Esposizione mondiale (la Louisiana Purchase Exposition), che ancora una volta dilatò le gare su un lungo periodo di tempo. In contrasto con Parigi 1900, la parola Olimpico venne abusata in molti casi, utilizzata anche per gare tra studenti o eventi più simili a spettacoli circensi.
I Giochi del 1908 a Londra videro una nuova crescita delle cifre, grazie anche alla organizzazione per la prima volta concreta e professionale, ed anche la prima maratona corsa sulla distanza standard di 42,195 km. Nel finale della gara il corridore italiano Dorando Pietri fu il primo ad entrare nello stadio, ma era visibilmente stremato e collassò prima di poter completare la gara. Aiutato ad attraversare il traguardo dagli ufficiali di gara preoccupati per le sue condizioni, venne in seguito squalificato e la medaglia d'oro andò a Johnny Hayes, che aveva finito la sua corsa circa 30 secondi dopo.
Nel 1912 le competizioni si svolsero a Stoccolma dove l'assoluto protagonista fu Jim Thorpe, atleta statunitense di origine pellerossa. Egli riuscì a vincere sia la gara del decathlon sia il pentathlon ed il re Gustavo V si rivolse a lui come il miglior atleta del mondo. Pochi mesi dopo gli furono ritirate le medaglie vinte perché aveva giocato come professionista in una squadra di baseball. Solo nel 1983 il CIO riabilitò il suo nome, reinserendolo negli annali olimpici.
I Giochi del 1916, che si dovevano tenere a Berlino, vennero cancellati a causa dello scoppio della prima guerra mondiale.

### Durante le guerre
I Giochi di Anversa 1920, nel Belgio ancora sconvolto dalla guerra, si svolsero in forma dimessa, ma ancora videro crescere il numero di partecipanti. Fu un record poiché furono coinvolti 3.000 atleti. Ad Anversa comparve per la prima volta la tradizionale bandiera olimpica a cinque cerchi.
Nel 1924 i giochi ritornano a Parigi, prima città ad accoglierli più di una volta, per volontà del barone de Coubertin, ultimi organizzati sotto la sua presidenza. Il massiccio sostegno finanziario del governo francese permette una buona riuscita della manifestazione che continua a crescere in notorietà e rilevanza internazionale.
Nel 1928, ad Amsterdam, i Giochi divennero celebri come i primi in cui alle donne venne permesso di competere nell'atletica leggera, e beneficiarono molto della prosperità generale dell'epoca. Ciò fu in netto contrasto con l'edizione del 1932, svoltasi a Los Angeles, che fu influenzata dalla Grande depressione, che contribuì al minor numero di partecipanti fin dai tempi dei Giochi di St. Louis.
Le Olimpiadi del 1936 a Berlino vennero viste dal governo tedesco come un'occasione d'oro per promuovere l'ideologia nazista.
I Giochi del 1940, che si dovevano tenere a Tokyo, vennero cancellati a causa dello scoppio della seconda guerra mondiale. Anche l'edizione dei giochi del 1944, inizialmente assegnata a Londra, fu cancellata con largo anticipo a causa del protrarsi del conflitto.

### Dopo la seconda guerra mondiale
I primi Giochi Estivi del secondo dopoguerra si tennero nel 1948 a Londra, ne vennero esclusi Germania e Giappone. La velocista olandese Fanny Blankers-Koen vinse quattro medaglie d'oro nell'atletica leggera, emulando l'impresa di Owens a Berlino.
I Giochi del 1952 di Helsinki resero una leggenda l'affabile tenente dell'esercito cecoslovacco di nome Emil Zátopek, che giunse con l'intenzione di migliorare l'oro e l'argento conquistati nel 1948. Dopo aver vinto sia i 5.000 che i 10.000 metri, si iscrisse anche alla maratona, completando in questo modo un tris di medaglie d'oro e di record olimpici.
Anche i Giochi di Melbourne del 1956 ebbero un notevole successo, ad eccezione della gara di pallanuoto tra Ungheria ed Unione Sovietica, nella quale la tensione politica provocò il trasformarsi dell'incontro in un'aspra battaglia tra le due squadre.
I Giochi di Roma del 1960 videro la prima apparizione sulla scena mondiale di un giovane pugile della categoria medio-massimi di nome Cassius Clay, meglio noto come Muhammad Ali, il quale avrebbe in seguito gettato via con disgusto la sua medaglia d'oro, quando tornato nella sua città natale si vide respinto da un ristorante per "soli bianchi". Altre performance degne di nota comprendono ad esempio la vittoria conquistata dalla nazionale italiana di pallanuoto, il mitico "Settebello". Per la prima volta, inoltre, ai Giochi Olimpici di Roma, la televisione coprì buona parte del programma di gare.
A Tokyo nel 1964 si svolsero i primi Giochi ospitati da un paese asiatico. Fu un grande onore per il Giappone poter ospitare i giochi dopo la Seconda Guerra Mondiale, dal momento che aveva fatto parte delle Potenze dell'Asse. In questa edizione la ginnasta sovietica Larissa Latynina pose fine alla sua carriera olimpica, nella quale conquistò un record di 18 medaglie, di cui 9 d'oro. Abebe Bikila fu il primo atleta a vincere per la seconda volta consecutiva una maratona olimpica, bissando il successo di Roma.
I risultati dei Giochi di Città del Messico, nel 1968, vennero influenzati in maniera più o meno evidente, dall'altitudine a cui è posta la città ospitante. Nessun evento venne influenzato più del salto in lungo. In una gara fino a quel momento equilibrata, l'atleta statunitense Bob Beamon saltò 8,90 m, distruggendo il record del mondo e, per usare le parole del compagno di squadra e campione uscente Lynn Davies, "facendo sembrare stupido il resto di noi". Il record del mondo di Beamon avrebbe resistito per 23 anni. L'immagine più significativa di questa edizione dei Giochi fu senz'altro la cerimonia di premiazione della finale dei 200 metri maschili, allorché il vincitore, l'americano di colore Tommie Smith ed il terzo classificato, il connazionale John Carlos, anch'egli afroamericano, durante l'esecuzione dell'inno nazionale statunitense, alzarono il pugno guantato di nero e chinarono il capo in segno di protesta contro la discriminazione razziale nel loro paese.
La politica intervenne nuovamente a Monaco di Baviera nel 1972, ma con conseguenze molto più letali. Un gruppo di terroristi palestinesi chiamato Settembre Nero fece irruzione nel villaggio olimpico e prese in ostaggio diversi membri della squadra israeliana di sollevamento pesi, uccidendo due di loro. I terroristi richiesero ad Israele la liberazione di numerosi prigionieri arabi, e quando Israele si rifiutò di fare concessioni ne conseguì un teso braccio di ferro, mentre i negoziati continuavano. Alla fine, i sequestratori, ancora in possesso dei loro ostaggi, si videro concesso un passaggio verso l'aeroporto, dove erano attesi da un'imboscata delle forze di sicurezza tedesche. Nella sparatoria che seguì, vennero uccise 15 persone, compresi i 9 atleti israeliani mentre dei terroristi ne rimasero vivi tre. Dopo molte discussioni si decise che i Giochi sarebbero proseguiti. Nonostante tutto, Monaco fu anche il teatro di alcune memorabili imprese atletiche, principalmente le sette medaglie d'oro vinte dal nuotatore statunitense Mark Spitz.
Fortunatamente tragedie simili non si ripeterono a Montréal nel 1976. La ginnasta rumena Nadia Comăneci vinse tre medaglie d'oro, una d'argento e una di bronzo
Successivamente all'invasione sovietica dell'Afghanistan, molte nazioni occidentali, soprattutto gli Stati Uniti, decisero di boicottare i Giochi di Mosca nel 1980. Questo contribuì a far passare un po' in secondo piano questa edizione, che venne dominata dalla nazione ospitante.
Nel 1984 l'Unione Sovietica, e molte delle nazioni dell'Europa dell'Est, restituirono il favore boicottando i Giochi di Los Angeles. I giochi persero così inevitabilmente parte del loro fascino, a causa dell'assenza di una delle due superpotenze mondiali.
I ricordi dei Giochi di Seul del 1988 sono macchiati dai molti atleti che fallirono i test a causa dell'assunzione di sostanze illegali. L'apice si raggiunse quando Ben Johnson, il velocista canadese vincitore dei 100 m, venne trovato positivo per uso di steroidi e squalificato.
I Giochi del 1992 a Barcellona furono più puliti, anche se non privi di tali episodi. In evidenza fu anche l'aumento della quota di professionisti tra gli atleti olimpici, esemplificato dal "Dream Team" l'imbattibile squadra di pallacanestro degli Stati Uniti, considerata da molti una delle più forti squadre sportive mai viste, forte della presenza di tre dei più grandi atleti di questo sport: Larry Bird, Magic Johnson e Michael Jordan. Il 1992 vide anche la reintroduzione nei Giochi di molti piccoli stati europei, che facevano parte dell'Unione Sovietica fin dalla fine della guerra, ma erano di nuovo indipendenti a seguito della caduta della cortina di ferro.
Inoltre si chiacchierò molto sul fatto che la Coca-Cola Company fu molto influente nella decisione di ospitare i Giochi del 1996 ad Atlanta, sede della compagnia. Nello stadio, l'evento di punta fu probabilmente la gara dei 200 m maschili, dove il velocista statunitense Michael Johnson mandò in frantumi il record del mondo (che egli stesso deteneva, dopo aver battuto pochi mesi prima il precedente record di Pietro Mennea). Ci fu anche una scena commovente quando Muhammad Ali, visibilmente affetto dalla malattia di Parkinson, accese la fiaccola olimpica e ricevette una medaglia d'oro in sostituzione di quella che aveva gettato via per rabbia nel 1960. L'atmosfera dei Giochi venne però guastata, dopo che una bomba esplose al Centennial Olympic Park durante una delle manifestazioni collaterali. Nel giugno 2003, venne catturato il principale sospetto, Eric Robert Rudolph.

### Il nuovo millennio
I Giochi del 2000, di Sydney, in Australia, vengono organizzati superbamente dalla città ospitante, nessuno li impersonificò meglio del britannico Steve Redgrave che vinse una medaglia d'oro nel canottaggio nella quinta Olimpiade consecutiva e di Cathy Freeman, il cui trionfo nei 400 m femminili unì l'intero stadio.
Nel 2004 i Giochi ebbero sede ad Atene, con un notevole successo organizzativo. Il "ritorno a casa" delle olimpiadi fu salutato con entusiasmo dalla Grecia e dal mondo sportivo in generale.
Nel 2008 il conquistato passaggio della Cina da paese emergente a potenza economica e politica di primo piano viene celebrato a Pechino con i Giochi olimpici.
I Giochi di Londra 2012 hanno celebrato a loro modo il ritorno nel Regno Unito, dopo le edizioni del 1908 e del 1948.
I Giochi del 2016 si sono tenuti a Rio de Janeiro, prima città sudamericana a ospitare l'evento.
I Giochi previsti a Tokyo per il 2020 sono stati posticipati al 2021 a causa della pandemia di COVID-19.
Nel 2024 i Giochi olimpici sono ospitati per la terza volta a Parigi, dopo le edizioni del 1900 e del 1924. A questa seguiranno i Giochi di Los Angeles 2028 e di Brisbane 2032.

## Discipline

### Attuali
- Arrampicata (dal 2020)
- Atletica leggera (dal 1896)
- Badminton (dal 1992)
- Beach volley (dal 1996)
- Breakdance (dal 2024)

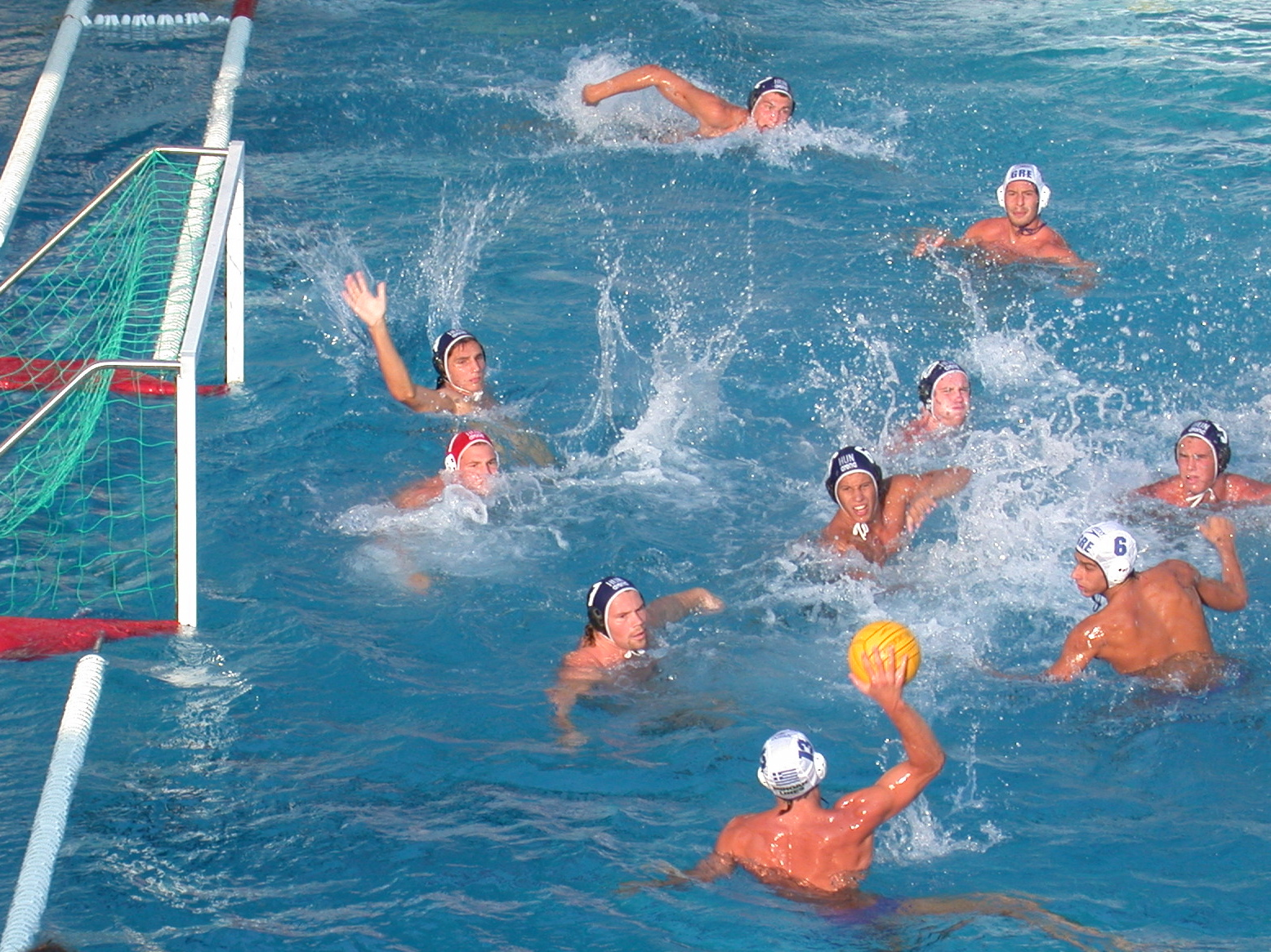
Partita di pallanuoto

- Calcio (dal 1900 al 1928 e dal 1936)
- Canoa/kayak (dal 1936)
- Canottaggio (dal 1900)[Nota 1]
- Ciclismo (dal 1896)
- Equitazione (1900 e dal 1912)
- Ginnastica (dal 1896)
- Golf (1900, 1904 e dal 2016)
- Hockey su prato (1908, 1920 e dal 1928)
- Judo (1964 e dal 1972)
- Lotta (1896 e dal 1904)[Nota 2]
- Nuoto (dal 1896)
- Nuoto sincronizzato (dal 1984)
- Pallacanestro (dal 1936)
- Pallamano (1936 e dal 1972)
- Pallanuoto (dal 1900)
- Pallavolo (dal 1964)
- Pentathlon moderno (dal 1912)
- Pugilato (1904, 1908 e dal 1920)
- Rugby a 7 (dal 2016)
- Scherma (dal 1896)
- Skateboard (dal 2020)
- Sollevamento pesi (dal 1896)
- Surf (dal 2020)
- Taekwondo (dal 2000)
- Tennis (dal 1896 al 1924 e dal 1988)
- Tennistavolo (dal 1988)
- Tiro a segno (1896, 1900, dal 1908 al 1924 e dal 1932)
- Tiro a volo (1896, 1900, dal 1908 al 1924 e dal 1932)
- Tiro con l'arco (dal 1900 al 1920 e dal 1972)
- Triathlon (dal 2000)
- Tuffi (dal 1904)
- Vela (1900 e dal 1908)[Nota 1]

### Escluse

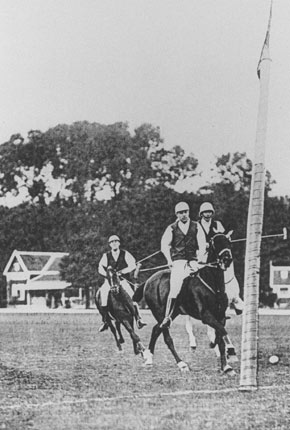
Partita di polo

- Baseball (dal 1992 al 2008 e 2020)
- Cricket (1900)
- Croquet (1900)
- Karate (2020)
- Lacrosse (1904 e 1908)
- Motonautica (1900 e 1908)
- Palla basca (1900, 1928, 1968 e 1992)
- Pallacorda (1900 e 1908)
- Polo (1900, 1908, 1920, 1924 e 1936)
- Racquets (1908)
- Roque (1904)
- Rugby a 15 (1900, 1908, 1920 e 1924)
- Softball (dal 1996 al 2008 e 2020)
- Tiro alla fune (dal 1900 al 1920)

### Sotto osservazione
- Parkour
- Pattinaggio
- Squash
- Wakeboard
- Wushu kung fu

## Edizioni

### Cronistoria
| Logo | Anno        | Edizione                      | Sede                                | Note |
| ---- | ----------- | ----------------------------- | ----------------------------------- | --- |
|      | 1896        | Giochi della I Olimpiade      | Atene, Grecia                       | |
|      | 1900        | Giochi della II Olimpiade     | Parigi, Francia                     | |
|      | 1904        | Giochi della III Olimpiade    | Saint Louis, Stati Uniti            | |
|      | 1908        | Giochi della IV Olimpiade     | Londra, Regno Unito                 | |
|      | 1912        | Giochi della V Olimpiade      | Stoccolma, Svezia                   | |
|      | 1916        | Giochi della VI Olimpiade     | Berlino, Germania                   | Cancellati a causa della prima guerra mondiale. |
|      | 1920        | Giochi della VII Olimpiade    | Anversa, Belgio                     | |
|      | 1924        | Giochi della VIII Olimpiade   | Parigi, Francia                     | |
|      | 1928        | Giochi della IX Olimpiade     | Amsterdam, Paesi Bassi              | |
|      | 1932        | Giochi della X Olimpiade      | Los Angeles, Stati Uniti            | |
|      | 1936        | Giochi della XI Olimpiade     | Berlino, Germania                   | |
|      | 1940        | Giochi della XII Olimpiade    | Tokyo, Giappone Helsinki, Finlandia | I Giochi furono dapprima assegnati al Giappone, che rinunciò nel 1938 a causa della seconda guerra sino-giapponese, poi alla Finlandia. Vennero in seguito cancellati a causa della seconda guerra mondiale. |
|      | 1944        | Giochi della XIII Olimpiade   | Londra, Regno Unito                 | Cancellati a causa della seconda guerra mondiale. |
|      | 1948        | Giochi della XIV Olimpiade    | Londra, Regno Unito                 | |
|      | 1952        | Giochi della XV Olimpiade     | Helsinki, Finlandia                 | |
|      | 1956        | Giochi della XVI Olimpiade    | Melbourne, Australia                | |
|      | 1960        | Giochi della XVII Olimpiade   | Roma, Italia                        | |
|      | 1964        | Giochi della XVIII Olimpiade  | Tokyo, Giappone                     | |
|      | 1968        | Giochi della XIX Olimpiade    | Città del Messico, Messico          | |
|      | 1972        | Giochi della XX Olimpiade     | Monaco di Baviera, Germania Ovest   | |
|      | 1976        | Giochi della XXI Olimpiade    | Montréal, Canada                    | |
|      | 1980        | Giochi della XXII Olimpiade   | Mosca, Unione Sovietica             | |
|      | 1984        | Giochi della XXIII Olimpiade  | Los Angeles, Stati Uniti            | |
|      | 1988        | Giochi della XXIV Olimpiade   | Seul, Corea del Sud                 | |
|      | 1992        | Giochi della XXV Olimpiade    | Barcellona, Spagna                  | |
|      | 1996        | Giochi della XXVI Olimpiade   | Atlanta, Stati Uniti                | |
|      | 2000        | Giochi della XXVII Olimpiade  | Sydney, Australia                   | |
|      | 2004        | Giochi della XXVIII Olimpiade | Atene, Grecia                       | |
|      | 2008        | Giochi della XXIX Olimpiade   | Pechino, Cina                       | |
|      | 2012        | Giochi della XXX Olimpiade    | Londra, Regno Unito                 | |
|      | 2016        | Giochi della XXXI Olimpiade   | Rio de Janeiro, Brasile             | |
|      | 2021 (2020) | Giochi della XXXII Olimpiade  | Tokyo, Giappone                     | Inizialmente previsti per il 2020, sono stati posticipati di un anno a causa della pandemia di COVID-19. |
|      | 2024        | Giochi della XXXIII Olimpiade | Parigi, Francia                     | |
|      | 2028        | Giochi della XXXIV Olimpiade  | Los Angeles, Stati Uniti            | |
|      | 2032        | Giochi della XXXV Olimpiade   | Brisbane, Australia                 | |

### Statistiche

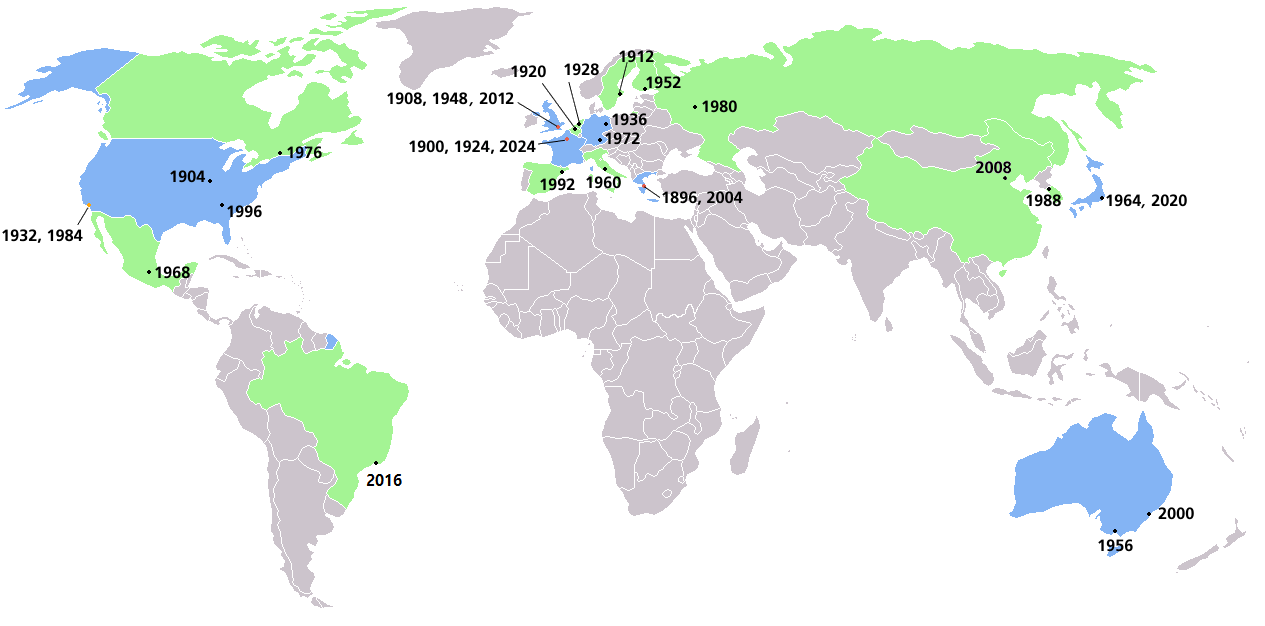
Città e paesi che hanno ospitato i Giochi Olimpici estivi; in verde quelli che hanno ospitato una sola edizione, in azzurro quelli che ne hanno ospitate almeno due

I continenti che hanno ospitato i Giochi olimpici moderni, comprese le edizioni assegnate non ancora disputate come Africa e Medio Oriente:
- Europa: 17 edizioni
- Americhe: 8 edizioni
- Asia: 4 edizioni
- Oceania: 3 edizioni

I paesi che hanno ospitato due o più edizioni dei Giochi olimpici moderni, comprese le edizioni assegnate non ancora disputate (in corsivo):
- Stati Uniti: 5 edizioni (1904, 1932, 1984, 1996, 2028)
- Regno Unito: 3 edizioni (1908, 1948, 2012)
- Francia: 3 edizioni (1900, 1924, 2024)
- Australia: 3 edizioni (1956, 2000, 2032)
- Grecia: 2 edizioni (1896, 2004)
- Germania: 2 edizioni (1936, 1972)
- Giappone: 2 edizioni (1964, 2020)

Le città che hanno ospitato due o più edizioni dei Giochi olimpici moderni, comprese le edizioni assegnate non ancora disputate:
- Londra: 3 edizioni
- Parigi: 3 edizioni
- Los Angeles: 3 edizioni
- Atene: 2 edizioni
- Tokyo: 2 edizioni

## Medagliere
Nazioni non più esistenti
| Pos. | Nazione                | Presenze | Oro  | Argento | Bronzo | Totale |
| ---- | ---------------------- | -------- | ---- | ------- | ------ | ------ |
| 1    | Stati Uniti (USA)      | 29       | 1101 | 874     | 780    | 2755   |
|      | Unione Sovietica (URS) | 9        | 395  | 319     | 296    | 1010   |
| 2    | Cina (CHN)             | 12       | 303  | 226     | 198    | 727    |
| 3    | Regno Unito (GBR)      | 30       | 298  | 340     | 343    | 981    |
| 4    | Francia (FRA)          | 30       | 239  | 277     | 299    | 815    |
| 5    | Italia (ITA)           | 29       | 229  | 201     | 228    | 658    |
| 6    | Germania (GER)         | 18       | 213  | 220     | 255    | 688    |
| 7    | Giappone (JPN)         | 24       | 189  | 162     | 191    | 542    |
| 8    | Ungheria (HUN)         | 28       | 187  | 161     | 182    | 530    |
| 9    | Australia (AUS)        | 28       | 182  | 192     | 226    | 600    |
|      | Germania Est (GDR)     | 5        | 153  | 129     | 127    | 409    |
| 10   | Svezia (SWE)           | 29       | 151  | 181     | 182    | 514    |